# Kamienna Karczma
Kamienna Karczma – osada leśna w Polsce, w województwie pomorskim, w powiecie starogardzkim, w gminie Kaliska.
Miejscowość leży przy linii kolejowej nr 203 Tczew – Kostrzyn, w kompleksie Borów Tucholskich. Osady jest częścią składową sołectwa Studzienice.
Do 2023 miejscowość była osadą wsi Piece.
Druga część osady Kamienna Karczma, położona jest przy drodze krajowej nr 22, między miejscowościami Czarna Woda i Piece. Ta część osady jest częścią składową sołectwa Piece.

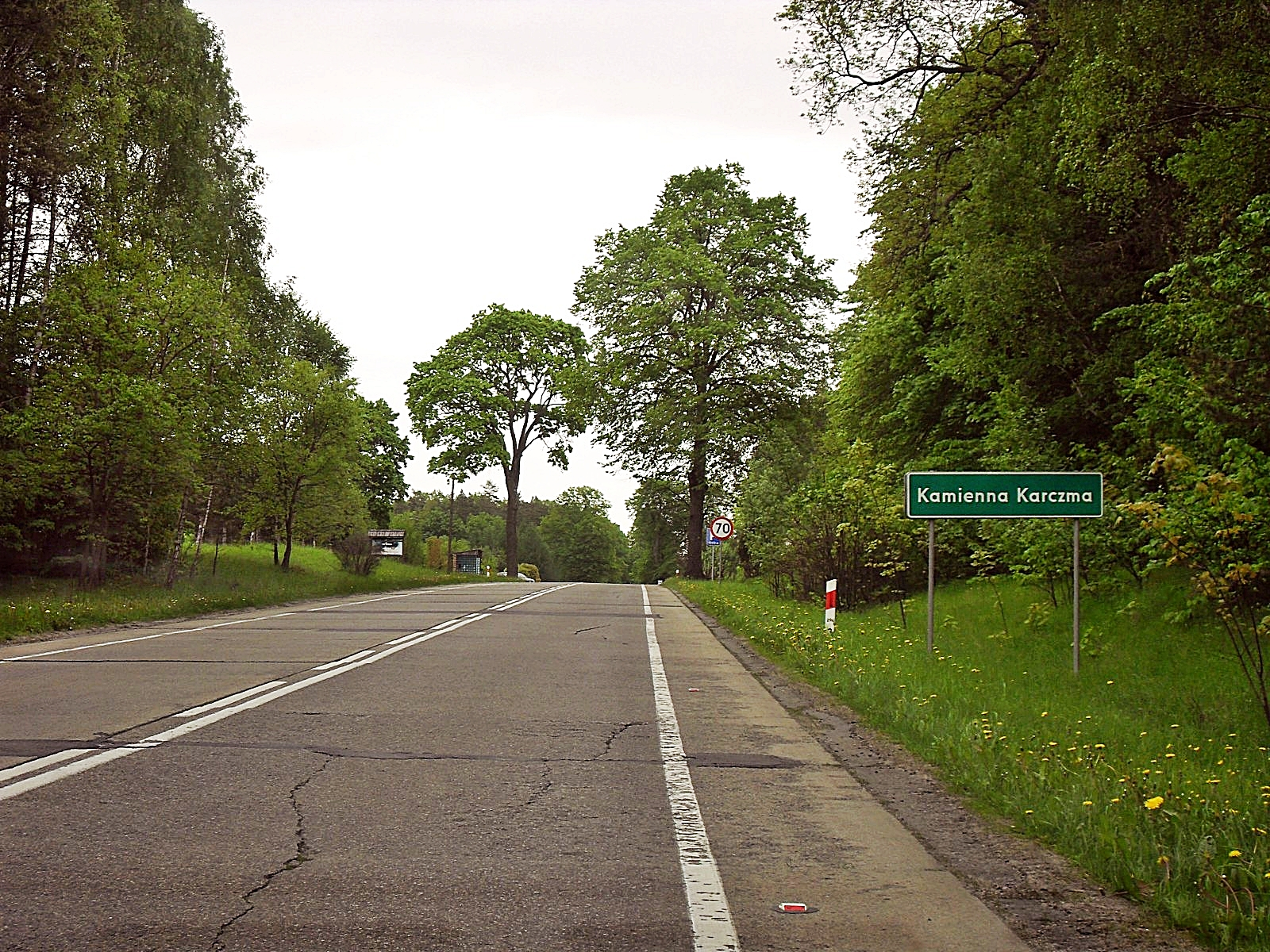
Kamienna Karczma przy drodze krajowej 22

W latach 1975–1998 miejscowość administracyjnie należała do województwa gdańskiego.
Po II wojnie światowej w okolicach miejscowości prowadziły aktywną działalność zbrojną oddziały poakowskiej antykomunistycznej partyzantki "Łupaszki".

## Zamach na Hitlera
W okolicy osady, w nocy z 8 czerwca/9 czerwca 1942 polski ruch oporu z organizacji Gryfa Pomorskiego dokonał nieudanego zamachu na pociąg Hitlera. (Hitler w ostatniej chwili zmienił plan podróży i żołnierze polskiego podziemia wykoleili inny pociąg niemiecki).